# Brokkelzakamaniet
De brokkelzakamaniet (Amanita submembranacea) is een eetbare paddenstoel uit de familie Amanitaceae. De soort wordt in België in Vlaanderen, Brussel en Wallonië als inheems (1a) beschouwd. In België staat de brokkelamaniet dan ook niet op de Rode Lijst (status op 26/07/2011).

## Beschrijving

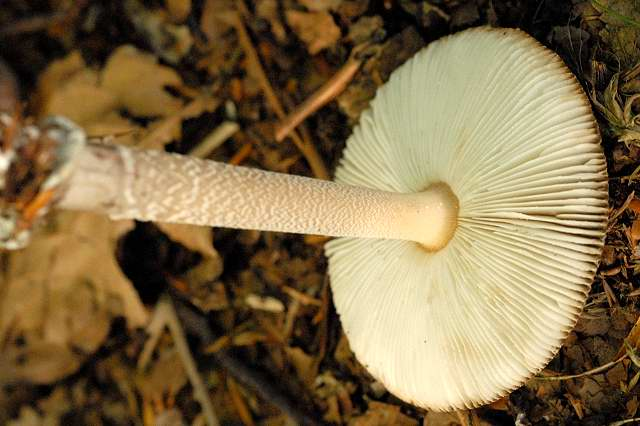
Onderzijde van de brokkelzakamaniet. De witte lamellen, kenmerkend voor amanietsoorten, zijn duidelijk te zien. Tevens zijn kortere lamellen, lamellulae genaamd, te zien.

De brokkelzakamaniet heeft een hoed die tussen de 5 en 12 cm diameter kan worden. De kleur is olijfachtig groen tot grijs met een aanvankelijk bleke rand. De hoedrand is (gevoord (gestreept). De streping verloopt over minder dan een kwart van de afstand rand-centrum. Op de hoed zijn vaak grijze velumresten aanwezig. De hoed kan een centraal bultje vertonen (umbo).
De lamellen zijn wit en staan niet bijzonder dicht op elkaar. Ze hebben de neiging wat grijzig of bruinig te verkleuren bij het ouder worden. De lamellen liggen vrij van de steel. Er zijn tevens vrij veel kort lamellen (lamelulae) die bovendien ongelijk verdeeld zijn tussen de langere lamellen. Deze korte lamellen zijn enigszins afgeplat.
De steel is bleker dan de hoed, maar niet wit. De steel heeft geen ring. De steel heeft grijsachtige schubjes. De beurs is schilferend en verbrokkeld met een wit tot grijze kleur. Na het openbreken van de beurs, bij het tevoorschijn komen van de hoed, wordt de kleur snel grijs. Het uitzicht kan dan omschreven worden als een gecracqueleerd schilderdoek.
De sporen zijn inamyloïd en rondachtig, (soms) ellipsoïde, met een grootte variërend tussen 9,5 en 11 µm.

## Verspreiding
De brokkelzakamaniet komt zowel voor in loof- als naaldbos in de maanden augustus tot oktober op zurige leembodems. Deze paddenstoel kan gevonden worden onder dennen, berken, lork of sparren. In gebergtes kan de soort worden aangetroffen onder fijnsparren.

## Verwarring
De brokkelzakamaniet kan makkelijk verward worden met de prachtamaniet, de grijze slanke amaniet en Amanita battare.